# Anolis darlingtoni
Anolis darlingtoni (аноліс Дарлінгтона) — вид ігуаноподібних ящірок родини анолісових (Dactyloidae). Ендемік Гаїті. Вид названий на честь американського ентомолога Філіпа Джексона Дарлінгтона-молодшого.

## Поширення і екологія
Аноліси Дарлінгтона мешкають в горах масиву де ла Отт на півострові Тібурон. Вони живуть у вологих тропічних лісах, серед деревоподібних папоротей. Зустрічаються на висоті від 1360 до 1500 м над рівнем моря. Відкладають яйця.

## Збереження
МСОП класифікує цей вид як такий, що перебуває на межі зникнення. Anolis darlingtoni загрожує знищення природного середовища.